# Tuchfabrik van Houtem/Lochner

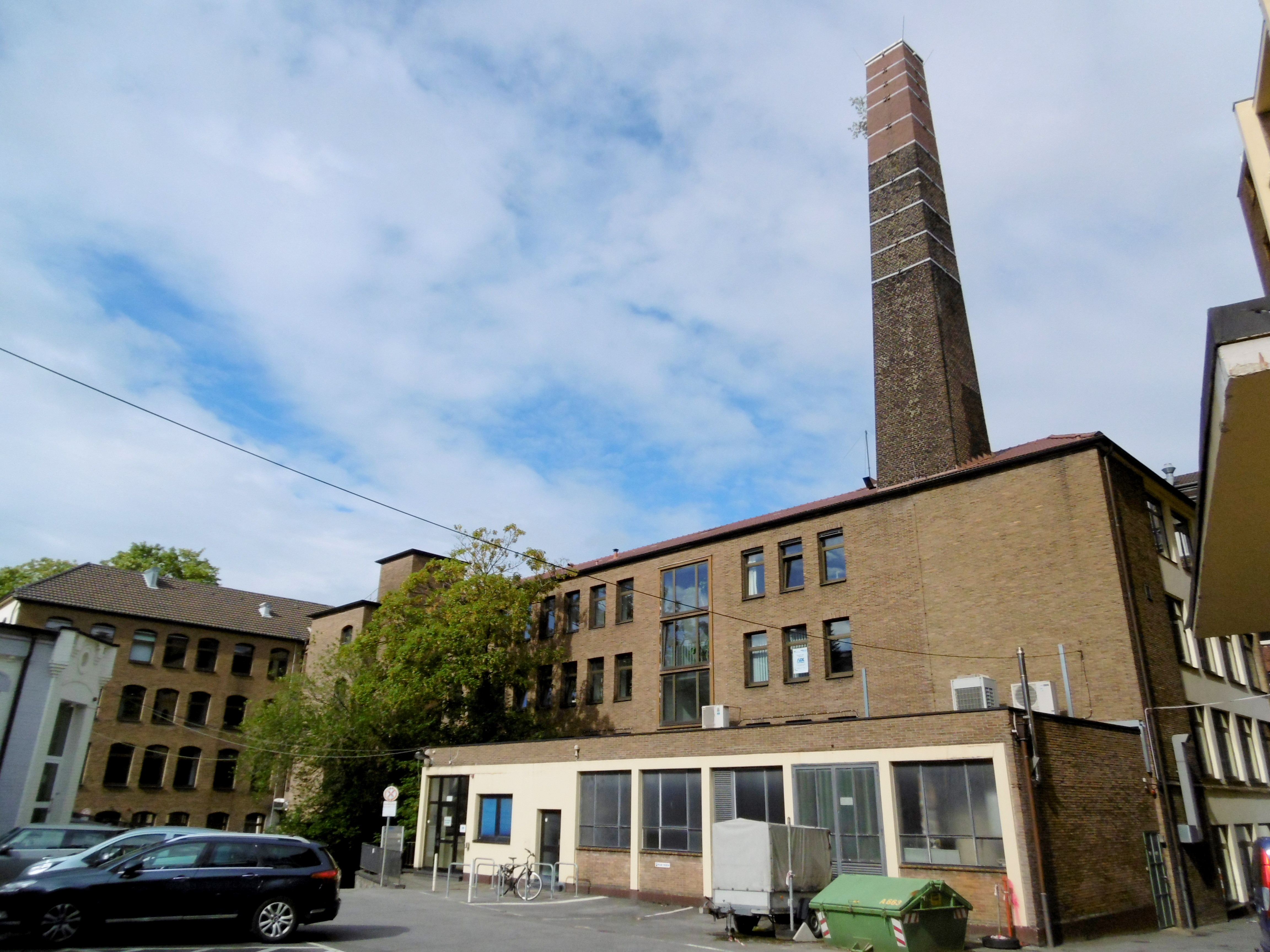
Innenhof der ehem. Tuchfabrik Lochner, heute Institutsgebäude der RWTH Aachen

Die Tuchfabrik van Houtem/Lochner war eine der älteren und größeren Textilunternehmen mit Sitz am Karlsgraben in Aachen. Sie wurde 1773 durch Heinrich van Houtem gegründet, 1857 von Johann Friedrich Lochner übernommen und 1907 liquidiert.
Die Übernahme und der Ausbau der Tuchfabrik durch die Familie Lochner hatte zur Folge, dass die Infrastruktur in dem Wohnviertel massiv verändert wurde und dass als Ausgleich für die zwecks Erweiterung notwendige Bebauung von Teilen des auf dem Areal des Unternehmens vorhandenen englischen Gartens der spätere Westpark angelegt wurde.
Seit 1928 ist der Großteil der verbliebenen Gebäude im Besitz der RWTH Aachen, die diese nach den Zerstörungen im Zweiten Weltkrieg grundlegend restauriert hatte und von denen lediglich das alte Barocktor und das anschließende Kutscherhaus unter Denkmalschutz gestellt wurden. Zwischen 1936 und 1955 wurden zudem Restflächen des ehemaligen Villengartens als Vorläufer des Botanischen Gartens der RWTH genutzt.

## Geschichte

### Tuchfabrik van Houtem
Im 18. Jahrhundert besaß der niederländische Reitergeneral Graf Berghe von Trips das von Laurenz Mefferdatis erbaute so genannte Eysser Haus am Karlsgraben in Aachen, zu dem eine große Gartenanlage gehörte. Nach seinem Tod übernahm der Tuchfabrikant Heinrich van Houtem (1737–1789), dessen Vorfahren aus Amsterdam stammten und dessen Vater die Bürgerrechte von Aachen erhielt, das Haus und ließ es großzügig als Stadtvilla aus- und umbauen. Darüber hinaus ließ er auf dem Grundstück die alte Plattenbauchmühle, früher Segraedt-Mühle, aus dem 14. Jahrhundert zu einer Walkmühle und Färberei umbauen, die dem dortigen Carlsweiher vorgelagert war und von dem durchfließenden Johannisbach profitierte. Van Houtem gehörte der damaligen „Neuen Partei“ an, die im Rahmen der Aachener Mäkelei für wirtschaftlichen Fortschritt und Zunftunabhängigkeit gekämpft hatte und für die er ab 1786 als Rentmeister Mitglied des Stadtrates wurde.
Nach Heinrichs Tod übernahm 1789 sein Sohn, der spätere Handelsrichter Ignaz van Houtem (1764–1812), die väterliche Spinnereifabrik, baute sie weiter aus und gehörte in wenigen Jahren zu den bedeutendsten Aachener Fabrikanten jener Zeit. Ferner erwarb er 1802 das säkularisierte Kloster der Cölestinerinnen und vormalige Weißfrauenkloster Aachen, in das er sein Wolllager einrichtete. Im Jahre 1804 wurde die Fabrik von Napoléon Bonaparte persönlich besucht und 1810 beschäftigte sie rund 290 Arbeiter. Damit war sie zu dieser Zeit nach der Tuchfabrik Nellessen die zweitgrößte ihrer Art in Aachen. Nach seinem Tod übernahm Ignaz’ Frau, die aus Frankfurt am Main stammende Josefine Schwendel (1759–1839), die Verwaltung des Unternehmens. Sie war sehr sozial engagiert und gehörte seit 1811 dem „Conseil general de la société de la Charité maternelle“ an und stand im Jahr 1815 an der Spitze des Vereins zur Unterstützung der im Felde stehenden Krieger. Im Jahr 1830 erhielt sie die Erlaubnis, eine 20-PS-starke Dampfmaschine zum Betrieb der Walk- und Spülmühlen sowie der Rauh- und Scheermaschinen aufzustellen. In den folgenden Jahren arbeiteten insgesamt rund 265 Beschäftigte, davon 71 jünger als 14 Jahre, im Betrieb.
Nach ihrem Tod schafften es ihre beiden Söhne Georg Heinrich (1786–1850) und Ignaz (1796–1866) nicht, das Niveau der Produktion zu halten und es begann der wirtschaftliche Abstieg der Fabrik. Schließlich wurde sie mit der Stadtvilla und dem Grundstück im Jahr 1857 an dem Tuchfabrikanten Johann Friedrich Lochner verkauft, der dem Unternehmen einen neuen Aufschwung brachte.

### Tuchfabrik Lochner

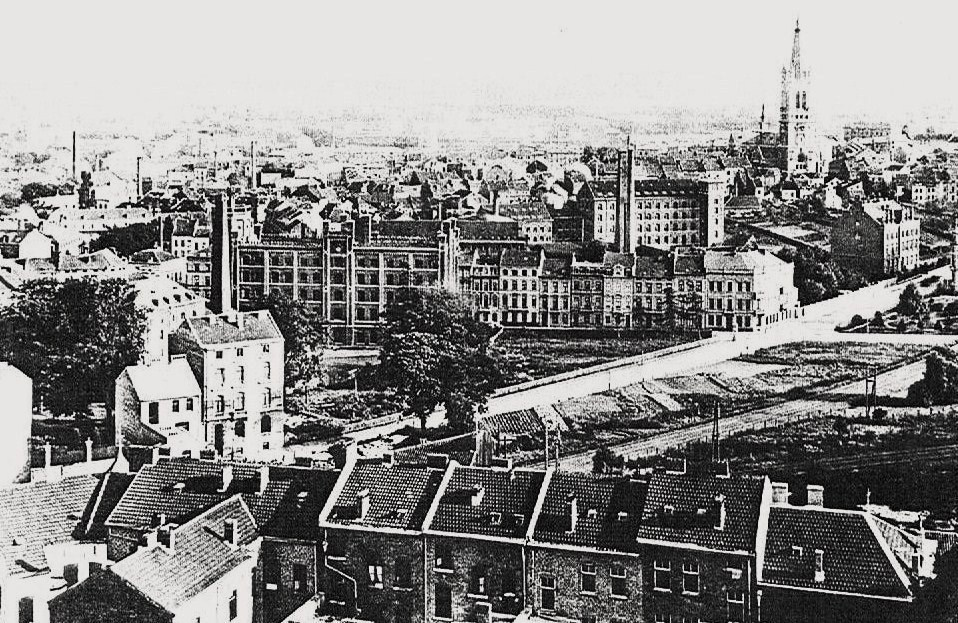
Lochnerfabrik um 1880 (Mitte links)

Unter Lochner, der zuvor 25 Jahre lang Erfahrungen als Teilhaber in der Burtscheider Tuchfabrik „Johann Erckens Söhne & Lochner“ gesammelt hatte, konnten die Umsätze wieder gesteigert werden. Um nicht ganz vom Hauptwerk allein abhängig zu sein erwarb er darüber hinaus die nahegelegene Junkersmühle mit den zugehörigen Wasserrechten am Johannisbach. Nach seinem Tod übernahmen seine Söhne Emil, Wilhelm Friedrich (1835–1904) und Rudolf Lochner die Anteile an der elterlichen Textilfabrik, wobei Emil die technische Leitung innehatte, Fritz den Vertriebsbereich betreute und Rudolf die Verantwortung für die kaufmännischen und administrativen Belange erhielt. Die drei Brüder passten das Unternehmen später durch gravierende Veränderungen der neuen Zeit an und es wurde unter ihrer Aegide zu einer der größten Textilfabriken Aachens.
Im Jahre 1873 legten die Brüder die nach ihrem Vater benannte Lochnerstraße neu an und veränderten den Verlauf der Mauerstraße sowie die bisherige bebaute Umgebung der elterlichen Lochner-Villa. Zugleich wurde neben dem alten Fabrikgebäude nach Plänen des Aachener Bauingenieurs und Hochschullehrers Otto Intze ein im Burgenstil mit Türmen und Zinnen bekröntes neues Fabrikgebäude sowie Lager- und Büroräume errichtet.
Bei dieser Neubaumaßnahme musste der Carlsweiher trockengelegt und der Johannisbach unterirdisch verlegt sowie ein Großteil des alten englischen Gartens mitverbaut werden. Als Ausgleich dafür erwarb Emil Lochner 1882 das Grundstück Kirschbenden vor dem Junkerstor, wo er einen Park mit integriertem zoologischen Garten anlegen ließ.
Nach dem Tod von Emil Lochner im Jahr 1900 und dem altersbedingten Ausstieg von Fritz Lochner führte Rudolf Lochner das Unternehmen als allein tätiger Gesellschafter weiter und wandelte dieses wenig später in eine GmbH um. Allmählich kristallisierte sich jedoch heraus, dass weder seine Söhne noch seine Neffen Interesse zeigten, in das Familienunternehmen einzusteigen. Da sich zudem keine Käufer fanden, die das Unternehmen fortzuführen bereit waren, sah sich Robert Lochner daraufhin gezwungen, die Tuchfabrik im Jahr 1907 zu liquidieren, wovon die nur wenige hundert Meter entfernte und im gleichen Jahr neu errichtete Tuchfabrik Delius profitierte, die zudem auch Emil Lochners Schwiegersohn Eugen Peltzer (1871–1955) als neuen Teilhaber einstellte.
Die Gebäude der Lochnerfabrik wurden zunächst von den Brüdern Carl Hugo (1867–1957) und Eduard Friedrich Hugo Heusch übernommen, die dort bis 1928 die Nadelfabrik Hugo Heusch & Cie., ehemals Butenberg & Heusch, betrieben, und anschließend von der Technischen Hochschule erworben.
Ebenso musste der Lochnerpark mit dem zoologischen Garten bereits 1905 geschlossen werden, konnte aber ab 1920 als städtisches Eigentum mit neuer Ausrichtung als Westpark weitergeführt werden.

### RWTH Aachen

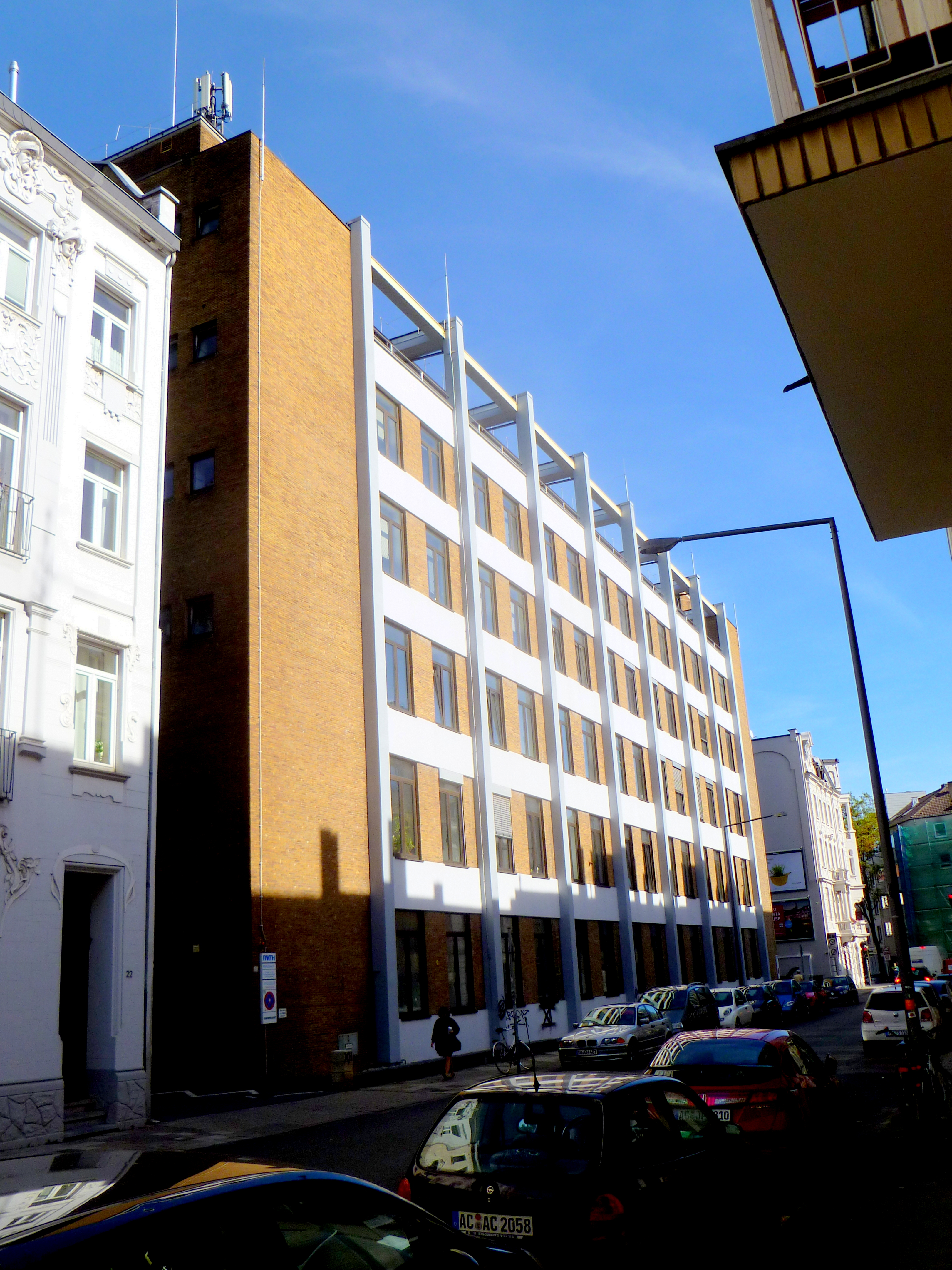
Ehemaliges Hauptgebäude der Tuchfabrik

Nach der Übernahme durch die Hochschule wurden die Gebäude grundlegend für deren Zwecke umgebaut und das neu gegründete Institut für Gesteinshüttenkunde zog in die Räumlichkeiten ein. Zudem wurde im Jahr 1936 in verbliebenen Teilen des ehemaligen Villengartens durch den Leiter des botanischen Instituts, Alphons Theodor Czaja (1894–1984), ein botanischer Garten angelegt, der bis zu seiner Verlegung in die Melatener Straße im Jahr 1953 als Lehrgarten für Studenten der Pharmazie sowie für angehende Lebensmitteltechniker diente.
Später zogen weitere Fachbereiche der Hochschule in die Gebäude ein, darunter im Hauptgebäude an der Lochnerstraße die Fakultät für Georessourcen und Materialtechnik, die Fachgruppe Geowissenschaften und Geographie und der Lehrstuhl Ingenieurgeologie und Hydrogeologie.
Im Jahr 2017 wurden Pläne bekannt, das Institut für Gesteinshüttenkunde zum neuen RWTH-Standort „Campus Melaten“ zu verlegen und die alten Fabrikgebäude einer neuen städteplanerischen Nutzung zu übergeben.

## Gebäude

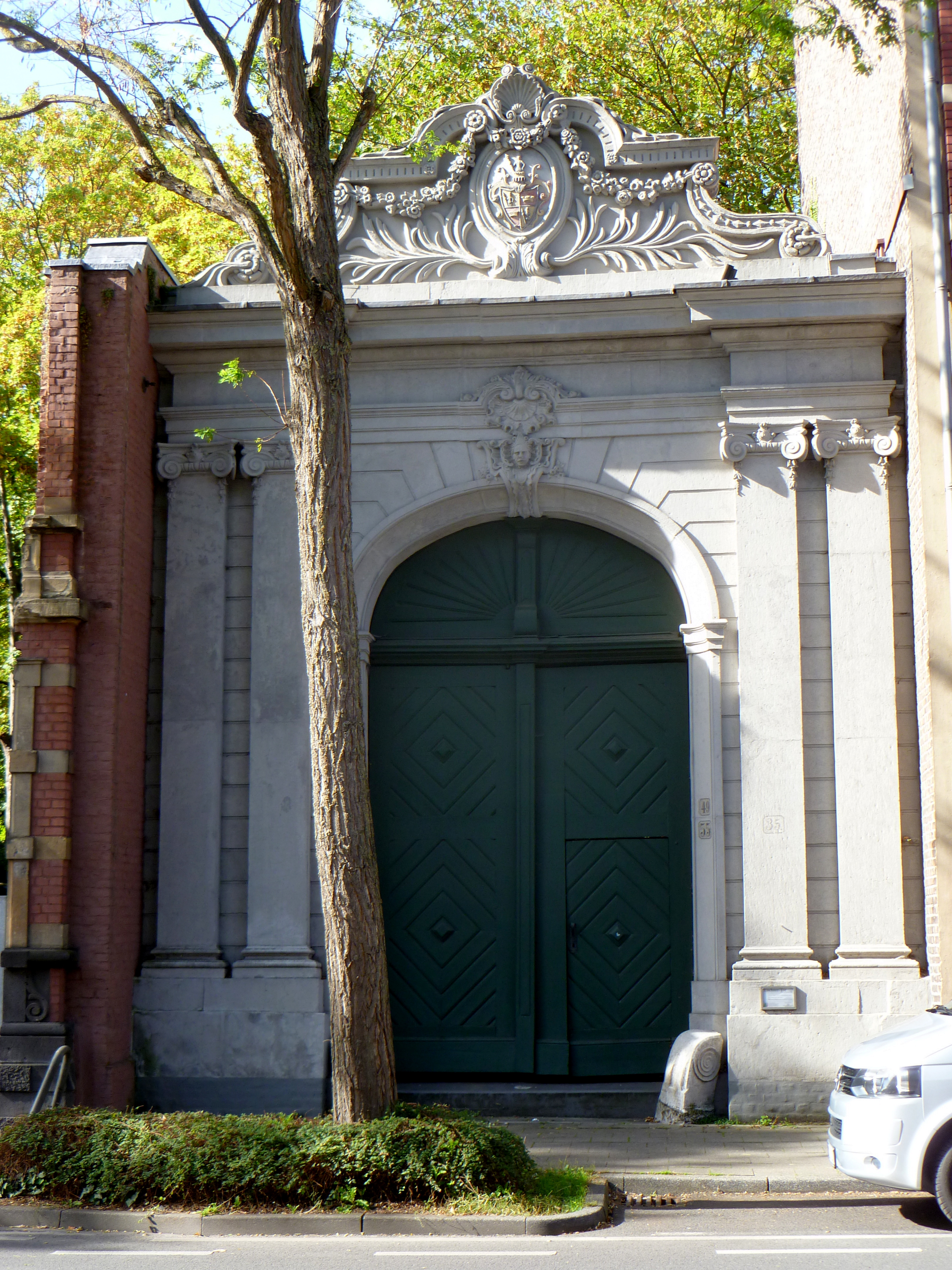
Portal Lochnervilla

Nachdem die ehemaligen Fabrikgebäude im Zweiten Weltkrieg größtenteils schwer beschädigt worden waren, wurden sie von der Hochschule wieder aufgebaut, dabei teilweise verändert und für die Institutsbelange neu ausgerichtet. Zwar konnten der aus der Zeit von van Houtem stammende alte Schornstein und Teile der Ostfassade seiner von Mefferdatis erbauten Stadtvilla an der Mauerstraße sowie das Eingangsportal mit dem 1890 nachträglich angebauten Kutscherhaus am Karlsgraben gerettet werden, unter Denkmalschutz wurden jedoch lediglich das Portal und das Kutscherhaus gestellt. Die Änderungen der anderen Gebäudeteile, zuletzt im Jahr 1961 durch den Architekten Hans Haas, führten dazu, dass sie die Aufnahmekriterien für den Denkmalschutz nicht erfüllten. Dennoch lässt sich am Stil und an den Formen die historische Struktur der alten Fabrikanlage gut nachvollziehen.
Das um 1773 erbaute korbbogige Portal wird Jakob Couven oder Joseph Moretti zugeschrieben. Es ist eingerahmt von zwei auf hohen Sockeln errichteten Doppelpilastern mit ionischen Kapitellen. Im darüber liegenden geschwungenen Gebälk befindet sich mittig das Wappenschild, auf dem sich seit 1857 das Wappen der Familie Lochner mit Schwert und Kronen befindet. Rückseitig verfügt das Tor durch den Anbau des Kutscherhauses anstelle der Pilaster nur über eine Halbsäule auf der freien Seite und wird bekrönt durch ein dreieckiges Tympanon mit einem halbkreisförmigen Fenster im Giebelfeld.
Das zweigeschossige und dreiachsige verputzte ehemalige Kutscherhaus schließt rückseitig direkt an das Tor an. Es besteht aus jeweils einem Raum im Erd- und Obergeschoss, die über eine Wendeltreppe verbunden sind. Nachdem dieser kleine Gebäudekomplex viele Jahrzehnte leer stand und zu verfallen drohte, wurde im Jahr 2006 eine Restaurierung der Bauten von der „Stiftung Neuman & Esser“ veranlasst, welche die Familie Klaus Peters, Nachkommen der Familie Lochner, ins Leben gerufen hatte.